# The Talos Principle
The Talos Principle est un jeu vidéo de puzzle développé par le studio croate Croteam et édité par Devolver Digital. Ce jeu a été écrit par Tom Jubert, connus pour ses travaux sur FTL: Faster Than Light et The Swapper, ainsi que par Jonas Kyratzes, avec Infinite Ocean. Il est disponible sur PC (Windows, Mac, Linux) depuis le 11 décembre 2014, sur Android depuis le 28 mai 2015 et sur PlayStation 4 depuis le 13 octobre 2015. Un DLC, du nom de Road to Gehenna, est sorti le 25 juillet 2015.
Une compatibilité réalité virtuelle est annoncée pour fin 2017.

## Histoire
Le joueur incarne un androïde, qui dialogue avec une voix céleste appelée Elohim (EL-0:HIM). Il traverse successivement des ruines des antiquités greco-romaines puis égyptiennes, et un monde médiéval,.
À travers des documents éparpillés dans les salles de test, le jeu tente de questionner la nature et les limites de l’existence humaine.

## Système de jeu
Le jeu consiste en une suite de puzzles vus à la première personne, à la manière de Portal ; on peut aussi passer en vue à la troisième personne. Le joueur a d'emblée accès à trois hubs centraux qui sont chacun reliés à sept zones ouvertes, où se trouvent les énigmes. Cette structure semi-ouverte lui évite de rester complètement bloqué par un seul problème coriace. Outre les niveaux de base, il comprend aussi des énigmes cachées, et des étoiles qui sont dissimulées dans l'ensemble des mondes.
Les puzzles reprennent des éléments classiques du genre, comme les blocs cubiques à déplacer sur des interrupteurs, des déflecteurs pour dévier les lasers, des ventilateurs qui propulsent vers le haut ou encore des brouilleurs électro-magnétiques.

## Accueil

### Critique
The Talos Principle est bien accueilli par la presse spécialisée. Il récolte une moyenne de 85 % pour la version PC et 88 % pour la version PlayStation 4 sur l'agrégateur de notes Metacritic, qui compile 88 critiques. Les énigmes du jeu sont perçues comme intelligentes et bien pensées, quoique parfois un peu trop tirées par les cheveux. Le scénario est considéré comme intelligent, abordant certains thèmes existentiels sans pour autant être pompeux,. Boulapoire, de Gamekult, compare l'écriture à celle d'auteurs de science-fiction comme Asimov ou Bradbury.
Les médias francophones notent, en revanche, la très faible qualité de la localisation française, plus particulièrement à l'écrit,.

### Prix
Le jeu a été nommé au Grand prix Seumas-McNally ainsi que dans la catégorie Excellence en Design à l'Independent Games Festival 2015. Il y a également reçu une mention honorable dans la catégorie Excellence en Narration.

### Ventes
Selon Steam Spy, The Talos Principle serait, à la date du 13 décembre 2015, possédé par 330 000 joueurs sur Steam, avec une marge d'erreur de 15 000. Les moyennes et médianes du temps de jeu par joueur seraient approximativement 15 h 30 et 6 h 59.

## Suite
Croteam a annoncé travailler sur une suite en mai 2016. Celle-ci sort le 2 novembre 2023.